# Championnat de Libye de football 1964-1965
Navigation
Saison précédente Saison suivante
La saison 1964-1965 du Championnat de Libye de football est la deuxième édition du championnat de première division libyen. La compétition est en fait une phase finale qui réunit les trois clubs vainqueurs des championnats régionaux (Est, Ouest et Sud). Les clubs affrontent deux fois leurs adversaires, à domicile et à l'extérieur.
C'est le club d'Al Ittihad Tripoli, vainqueur du championnat régional Ouest, qui remporte le titre, après avoir battu à deux reprises Al Hilal Benghazi. C'est le premier titre de champion de Libye de l'histoire du club.
La fédération libyenne décide de sanctionner le club d'Al Hilal Sebha, forfait la saison dernière, en l'empêchant de participer au championnat cette année.

## Compétition Phase Préliminaire
| Rang | Équipe             | Pts | J | G | N | P | Bp | Bc | Diff |
| ---- | ------------------ | --- | - | - | - | - | -- | -- | ---- |
| 1    | Al Ittihad Tripoli |     |   |   |   |   |    |    |      |
| 2    | ?                  |     |   |   |   |   |    |    |      |
| 3    | ?                  |     |   |   |   |   |    |    |      |
| 4    | ?                  |     |   |   |   |   |    |    |      |
| 5    | ?                  |     |   |   |   |   |    |    |      |
| 6    | ?                  |     |   |   |   |   |    |    |      |
| 7    | ?                  |     |   |   |   |   |    |    |      |
| 8    | ?                  |     |   |   |   |   |    |    |      |

| Rang | Équipe            | Pts | J | G | N | P | Bp | Bc | Diff |
| ---- | ----------------- | --- | - | - | - | - | -- | -- | ---- |
| 1    | Al Hilal Benghazi |     |   |   |   |   |    |    |      |
| 2    | ?                 |     |   |   |   |   |    |    |      |
| 3    | ?                 |     |   |   |   |   |    |    |      |
| 4    | ?                 |     |   |   |   |   |    |    |      |
| 5    | ?                 |     |   |   |   |   |    |    |      |
| 6    | ?                 |     |   |   |   |   |    |    |      |
| 7    | ?                 |     |   |   |   |   |    |    |      |
| 8    | ?                 |     |   |   |   |   |    |    |      |

| Rang | Équipe         | Pts | J | G | N | P | Bp | Bc | Diff |
| ---- | -------------- | --- | - | - | - | - | -- | -- | ---- |
| 1    | Al Hilal Sebha |     |   |   |   |   |    |    |      |
| 2    | ?              |     |   |   |   |   |    |    |      |
| 3    | ?              |     |   |   |   |   |    |    |      |
| 4    | ?              |     |   |   |   |   |    |    |      |
| 5    | ?              |     |   |   |   |   |    |    |      |
| 6    | ?              |     |   |   |   |   |    |    |      |
| 7    | ?              |     |   |   |   |   |    |    |      |
| 8    | ?              |     |   |   |   |   |    |    |      |

## Les clubs participants
| - Al Hilal Sebha - Champion de la région Sud - forfait - Al Hilal Benghazi - Champion de la région Est - Al Ittihad Tripoli - Champion de la région Ouest |

## Compétition Phase finale
| 2 juillet 1965 | Al Ittihad Tripoli | 1 - 0 | Al Hilal Benghazi | Stade du 7 octobre, Tripoli |
|                | Ahmed al-Ahwal     |       |                   |                             |

| 9 juillet 1965 | Al Hilal Benghazi | 1 - 1 | Al Ittihad Tripoli | Al Baraka Stadium, Benghazi |  |
|                | Al Maqinny        |       | Fathi Masoud       |                             |  |

## Bilan de la saison
| Championnat de Libye de football 1964-1965 |                                |
| Champion                                   | Al Ittihad Tripoli (1er titre) |
| Coupes et trophées                         |                                |
| Vainqueur de la Coupe de Libye 1964-1965   | Non disputée                   |
| Qualifications continentales               |                                |
| Coupe d'Afrique des clubs champions 1966   | Aucun                          |
| Promotions et relégations                  |                                |
| Promus en Premier League                   | Aucun                          |
| Relégués en Second Division                | Aucun                          |